# El Campillo (Kastylia i León)
El Campillo – gmina w Hiszpanii, w prowincji Valladolid, w Kastylii i León, o powierzchni 32,8 km². W 2016 roku gmina liczyła 225 mieszkańców.